# Venas dorsales superficiales del pene
La venas dorsales superficiales del pene (TA: venae dorsales superficiales penis) son venas que recogen sangre del espacio subcutáneo del pene. Desembocan en la vena pudenda externa.
A diferencia de la vena dorsal profunda del pene, se encuentran por fuera de la fascia de Buck.

## Lugares de drenaje y trayecto
Drenan el prepucio y la piel del pene. Discurriendo hacia atrás en el tejido subcutáneo, se inclina hacia la derecha o la izquierda, desembocando finalmente en la vena pudenda externa superficial correspondiente, tributaria de la gran vena safena.

## Significancia clínica
Es posible que la vena se rompa, lo cual se presenta de forma similar a la fractura de pene.

## Imágenes adicionales

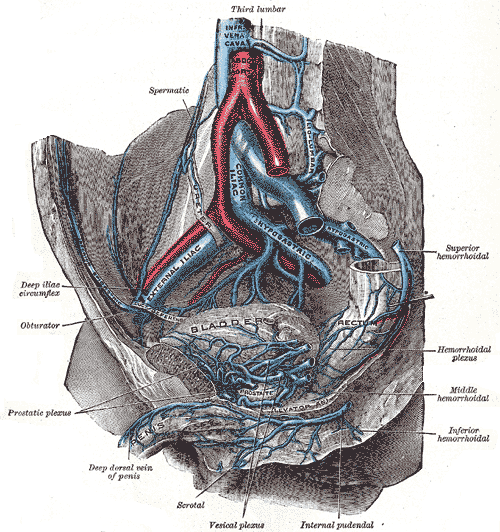
Venas de la mitad derecha de la pelvis en el hombre.
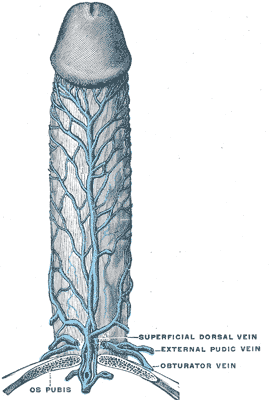
Venas del pene.
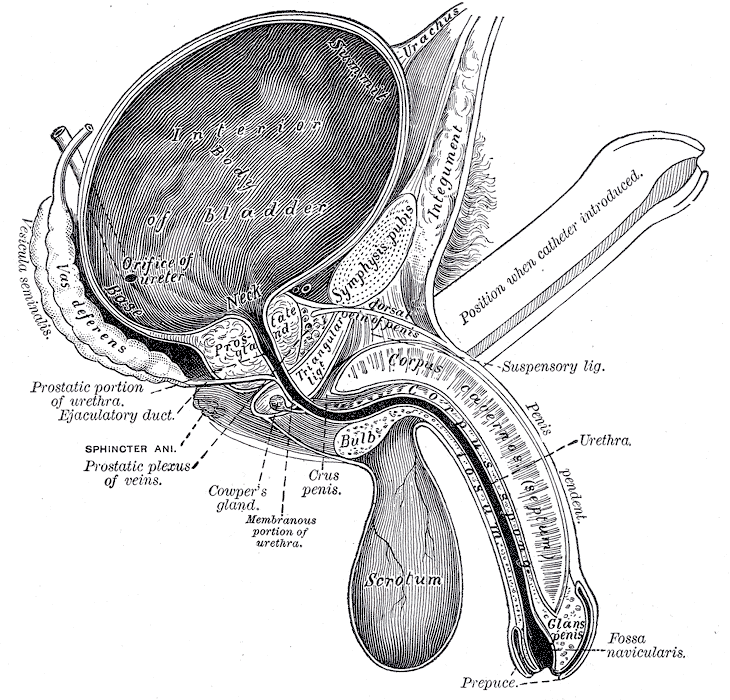
Sección vertical de la vejiga, el pene y la uretra.
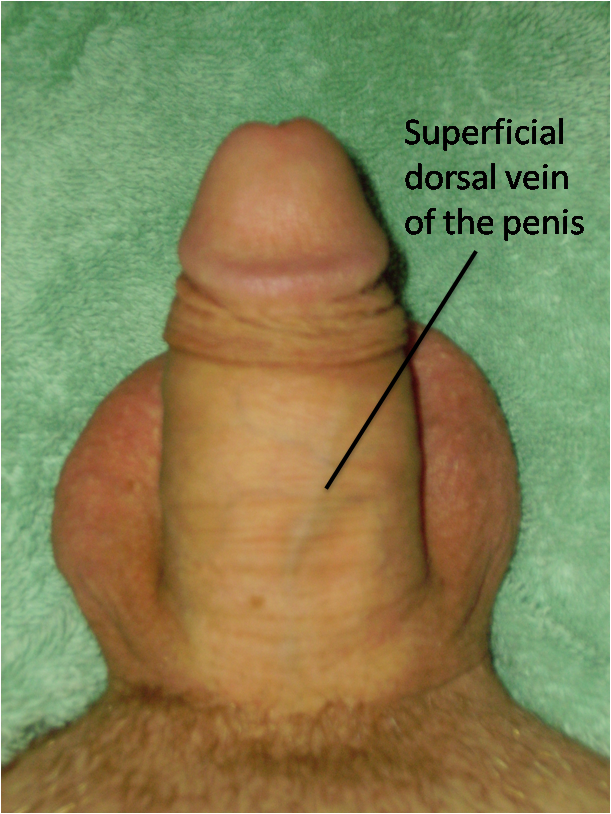
Vena dorsal superficial en el pene flácido.
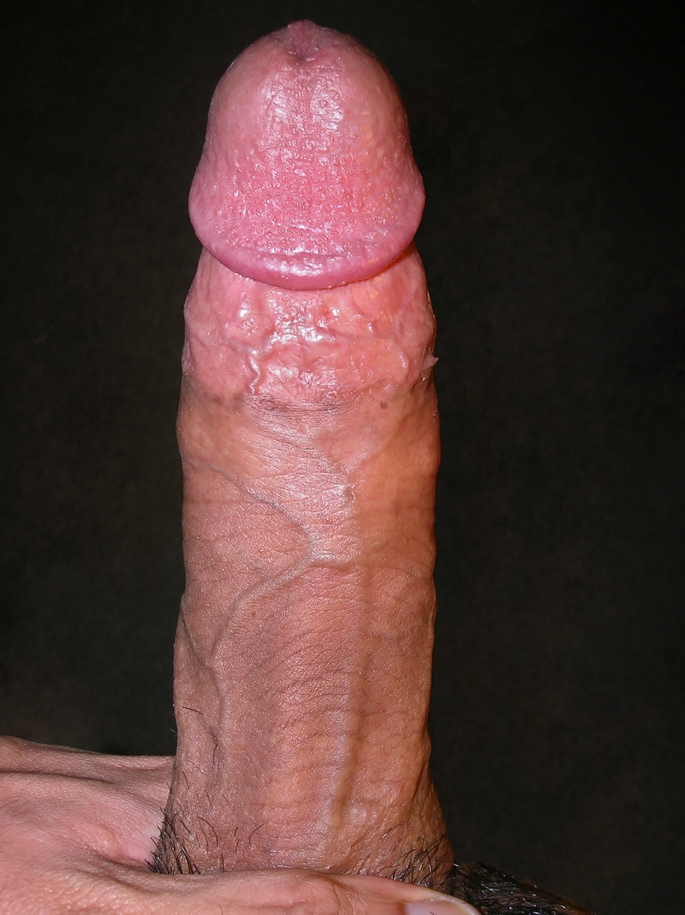
Vena dorsal superficial en el pene erecto.